# Trung Nguyên, Trịnh Châu
Trung Nguyên (tiếng Trung: 中原区, Hán Việt: Trung Nguyên khu) là một quận thuộc địa cấp thị Trịnh Châu (郑州市), tỉnh Hà Nam, Cộng hòa Nhân dân Trung Hoa. Quận này có diện tích 195 km2, dân số 540.000 người. Quận này có các đơn vị hành chính gồm 9 nhai đạo biện sự xứ, 1 trấn và 3 [[hương (Trung Quốc]|hương]]